# Hetoimasia

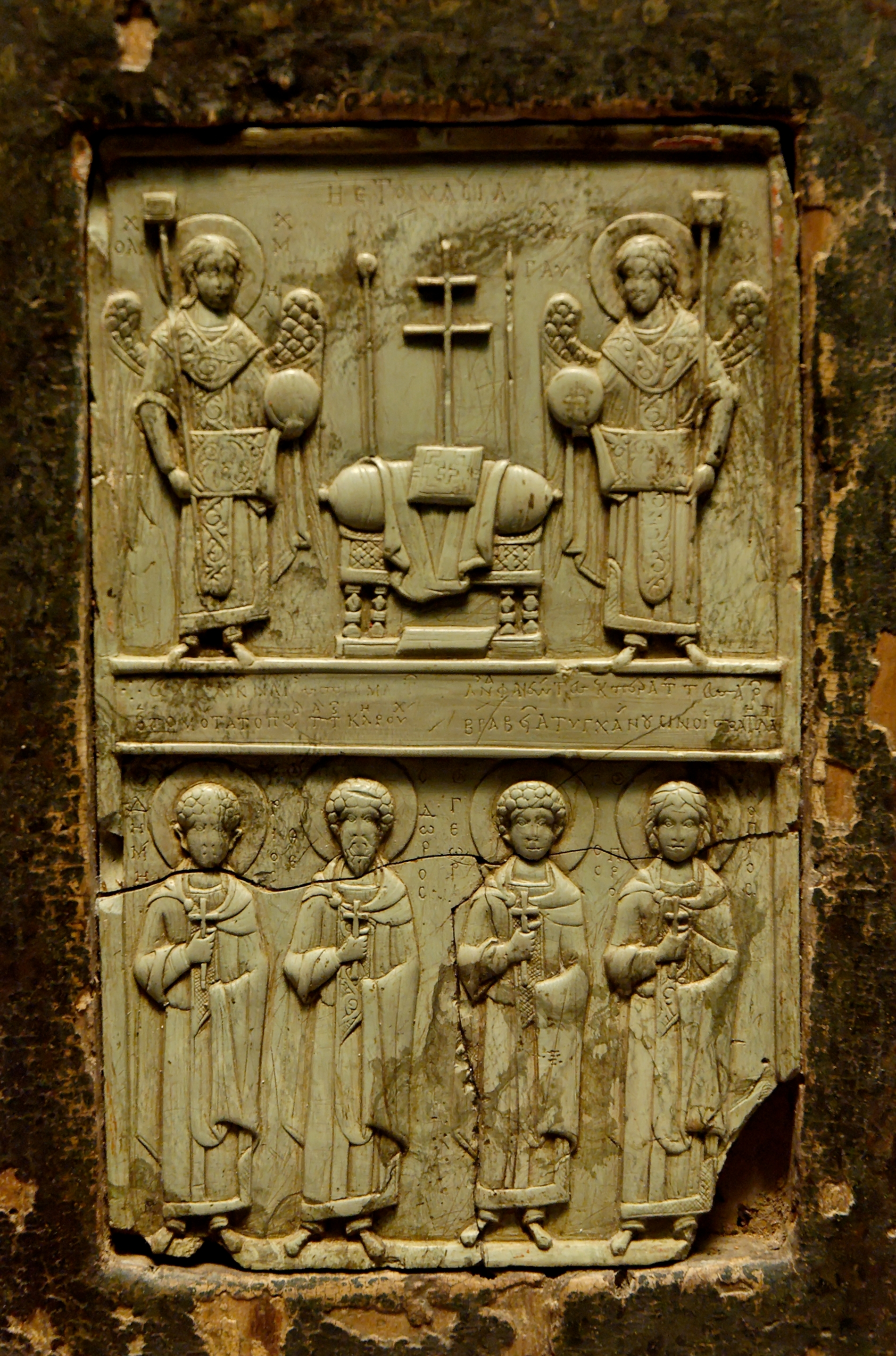
Hetoimasia. Relief, Louvre

Der Begriff Hetoimasia (in neuerer Schreibweise auch Etimasie, Etimasia) bezeichnet die Zurüstung des Thrones Christi nach der Offenbarung des Johannes 22, 1–4.
Eine Ikone mit dem Thema der Hetoimasia zeigt den leeren Thron Christi und im Hintergrund ein Kreuz, das die unsichtbare Anwesenheit Christi symbolisiert. Es handelt sich um die Darstellung der Thronbereitung für die Wiederkehr Christi und das Weltgericht.
Die Etimasia (Synonym: Thron Gottes) ist frühchristlich und mittelbyzantinisch zuweilen zu einer Dreifaltigkeitsdarstellung ausgeweitet, die die Sinnbilder für die drei göttlichen Personen Vater, Sohn und Heiliger Geist, in eine Einheit verschmelzen. Die älteste Etimasia-Darstellung existiert aus dem 4. Jahrhundert n. Chr., ein weiteres Beispiel aus dem 12. Jahrhundert n. Chr. ist im Mittelfeld der Pala d’Oro in Venedig zu sehen.
Meist enthalten diese Darstellungen einen Thron (Sinnbild für den Vater), Lamm oder Kreuz (Sohn) und Taube oder Evangelienbuch (Hl. Geist).